# Jean De Bie
Jean De Bie, né le 18 mai 1892 à Molenbeek-Saint-Jean (Bruxelles) en Belgique et mort le 30 avril 1961 à Bruxelles en Belgique, est un footballeur international belge.
Il est gardien de but au Racing Club de Bruxelles et en équipe de Belgique, entre-deux-guerres. Il est champion olympique en 1920 et participe également aux tournois olympiques en 1924 et 1928. Il est encore présélectionné pour la première Coupe du monde en 1930, à l'âge de 38 ans. Au total, il dispute 226 matches en première division.

## Palmarès
- International de 1920 à 1930 (37 sélections)
- Champion olympique en 1920 (il joue les 3 matches du tournoi)
- Participation aux Jeux olympiques de 1924 (1 match) et 1928 (2 matches)
- Présélectionné à la Coupe du monde 1930 (mais il n'a pas joué)

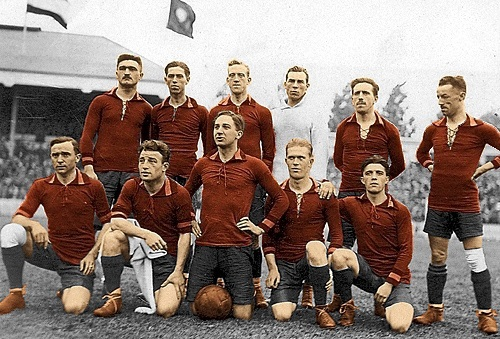
Les Belges champions olympiques en septembre 1920,
le gardien Jean De Bie est en maillot blanc.